# Дівчина на фотографіях
Дівчина на фотографіях (англ. The Girl in the Photographs) — американський кримінальний трилер з елементами хорору 2015 року, автор сценарію і режисер Нік Саймон. Останній фільм продюсера Веса Крейвена котрий помер наприкінці серпня того ж року.

## Сюжет
Буденне життя провінціалки Колін (Клаудія Лі), змінюється в ту мить, коли вона починає отримувати фотографії по-звірячому вбитих молодих дівчат. Поліція зважила їх злим жартом чи стріт-артом, відмовивши у відкритті кримінальної справи — «нема тіла, нема діла». Тож Колін викладає ці фото в мережу, де вони набирають шалену популярність. На них звернув увагу фотограф Пітер Хеммінгс (Кел Пенн) з Лос-Анджелеса котрий разом зі своєю групою вирішує повернутися в це маленьке містечко, уродженцем котрого він є, та влаштувати аналогічну фотосесію і особисто познайомитися з Колін.